# 尚托奈
尚托奈（法語：Chantonnay，法語發音：[ʃɑ̃tɔnɛ]）是法国卢瓦尔河地区大区旺代省的一个市镇，位于该省东部，属于永河畔拉罗什区。

## 地理
尚托奈（46°41'13"N, 1°3'2"W）面积82.91 平方千米，位于法国卢瓦尔河地区大区旺代省，该省份为法国西部沿海省份，北起大西洋卢瓦尔省和曼恩-卢瓦尔省，西临大西洋，南至滨海夏朗德省，东部及东南部与德塞夫勒省接壤。
与尚托奈接壤的市镇（或旧市镇、城区）包括：巴佐日昂帕雷、布尔讷佐、拉若多尼耶尔、拉雷奥尔特、圣塞西尔、圣日耳曼德普兰赛、圣伊莱尔勒武伊、圣瑞尔-尚日隆、锡古尔奈。

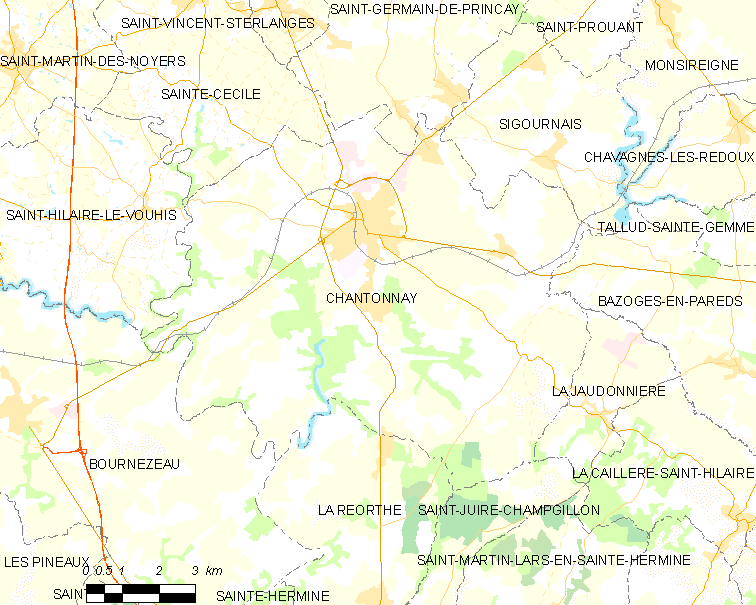
尚托奈的OSM定位图

尚托奈的时区为UTC+01:00、UTC+02:00（夏令时）。

## 行政
尚托奈的邮政编码为85110，INSEE市镇编码为85051。

## 政治
尚托奈所属的省级选区为尚托奈县。

## 人口

1962-2008年间尚托奈人口变化图示

尚托奈于2022年1月1日时的人口数量为8518人。